# Liberty in North Korea
 (juillet 2007).
Améliorez-le ou discutez des points à vérifier. 
Liberty in North Korea (Liberté en Corée du Nord), généralement connu sous le sigle LiNK, est une organisation « sans but lucratif, indépendante, sans religion ou appartenance ethnique » dont le but est d'accomplir les missions suivantes :
- Instruire le monde au sujet de la Corée du Nord.
- S'engager sur les droits de l'homme, la liberté politique et religieuse ainsi que l'aide humanitaire en Corée du Nord.
- Protéger les Nord-Coréens ayant pu s'échapper.
- Permettre aux citoyens du monde entier de réaliser des actions significatives pour faire la différence.
- Rassembler et soutenir les ONG existantes ainsi que les autres organisations travaillant sur le sujet afin d'atteindre les mêmes objectifs.
- Apporter au monde la vérité.

Elle fut créée au départ pour instruire les étudiants coréens d'Amérique sur l'ensemble du territoire des États-Unis à propos des souffrances des Nord-Coréens ainsi que sur le contexte politique dans lequel ils se trouvent.
LiNK s'est depuis agrandi et n'est plus seulement limité aux Coréens, Américains ou aux étudiants d'université.

## Historique
Depuis 2001, de plus en plus de Nord-Coréens essayent de fuir leur pays en effectuant un difficile et dangereux voyage vers les pays voisins, plus libres.
Des informations concernant les droits de l'homme en Corée du Nord ainsi que sur la crise humanitaire ont commencé à éclater au grand jour partout dans le monde. Les déserteurs ont commencé à témoigner devant les principales institutions internationales - du Sénat américain
jusqu'aux auditions par les Nations unies.
Deux Américains d'origine coréenne, Adrian Hong et Paul Kim, interpellés par plusieurs rapports concernant de graves abus sur les droits de l'homme, sur une malnutrition répandue et sur la tragique situation des réfugiés en Chine, décidèrent d'alerter le monde à propos de cette crise. Lors de la 18e conférence annuelle des étudiants coréens américains (KASCON XVIII) tenue à l'université Yale, ils s'arrangèrent pour que cette dernière comporte différents séminaires sur la Corée du Nord incluant le témoignage d'un déserteur nord-coréen, des reportages vidéos présentant des tentatives d'évasion de réfugiés, et un panel de discussion sur divers aspects de la crise en Corée du Nord. Environ 800 Américains d’origine coréenne furent présents, dont plus de 50 orateurs distingués, des experts et d'importantes figures.
LiNK fut officiellement fondé le 27 mars 2004 lors du dernier jour de la conférence.